# جيش الهند البريطاني

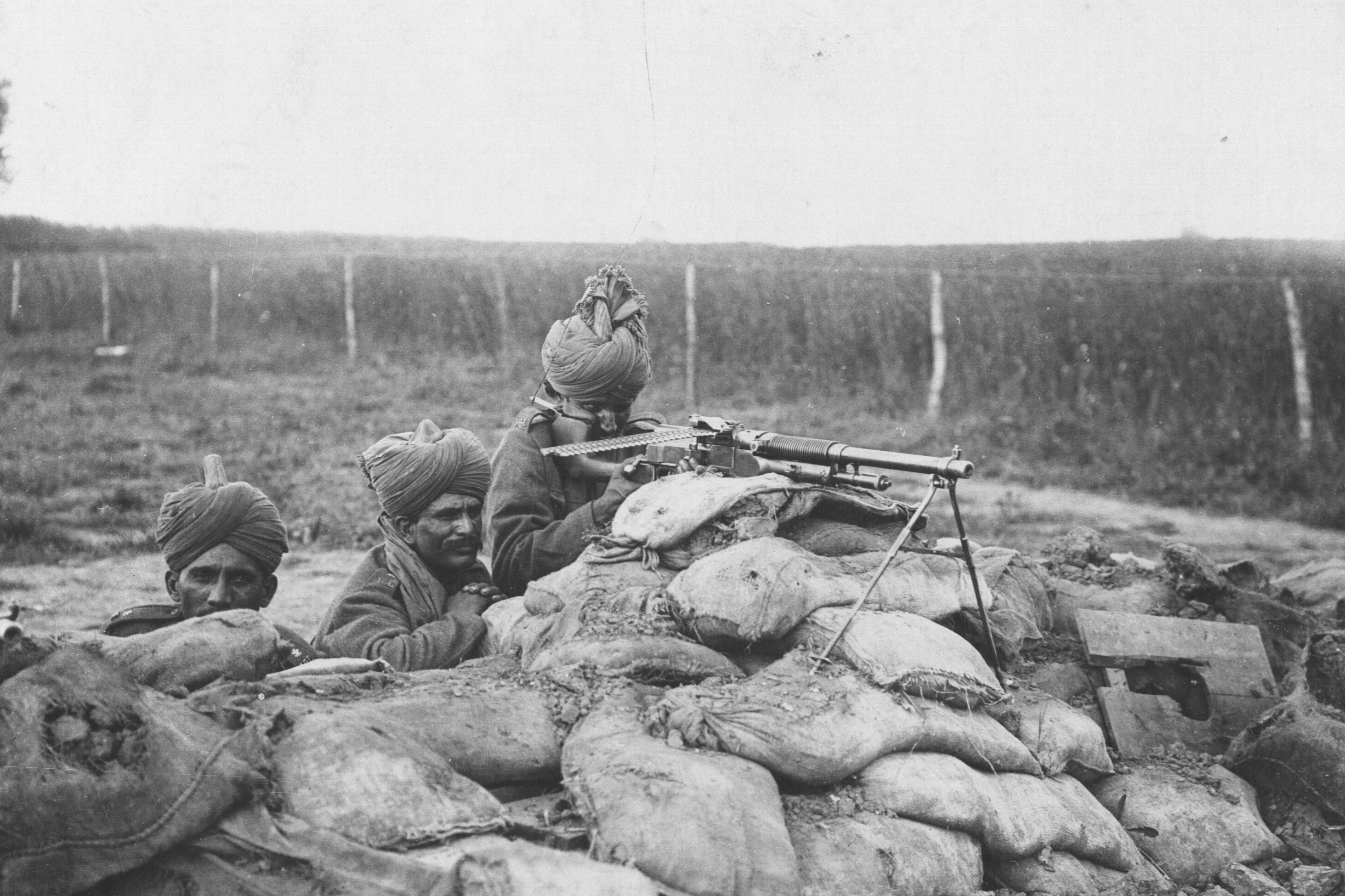
جنود من الجيش البريطاني الهندي في فلاندرز بالبلجيك خلال الحرب العالمية الأولى

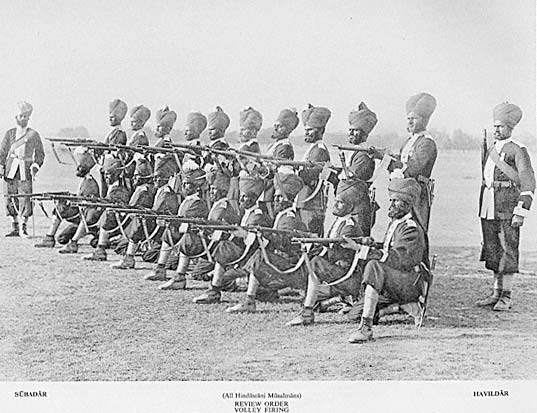
مجموعة من جنود الجيش البريطاني الهندي

كان جيش الهند البريطاني الجيش الرئيسي للهند البريطانية قبل تفكيكه عام 1947. حمل الجيش مسؤولية الدفاع عن الراج البريطاني والولايات الهندية الأميرية، على الرغم من أن الأخيرة امتلكت جيوشها الخاصة المعروفة باسم قوات الخدمة الإمبراطورية. كان جيش الهند البريطاني جزءًا مهمًا من قوات الإمبراطورية البريطانية، في الهند وخارجها، وتجلى دوره بوضوح في الحربين العالميتين الأولى والثانية.
يبدو أن مصطلح الجيش الهندي لم يكن مصطلحًا رسميًا في البداية، إنما استُخدم بمثابة وصف جماعي للجيوش الرئاسية (جيوش البنغال ومدراس وبومباي -مومباي حاليًا) التابعة لرئاسات الهند البريطانية عقب ثورة الهند سنة 1857. جنّدت حكومة الهند عام 1895 الجيش الأول، والذي أُطلق عليه رسميًا اسم الجيش الهندي، وخدم إلى جانب جيوش الرئاسات الأخرى التي يعود عهدها إلى زمن سابق. يجب عدم الخلط بين الجيش الهندي وجيش الهند (1903-1947) والذي تألف من الجيش الهندي ذاته، بالإضافة إلى جيش بريطانيا في الهند (وحدات بريطانيّة أُرسلت إلى الهند)

## التنظيم
تألفت جيوش شركة الهند الشرقية، رئيسيًا، من مقاتلين مسلمين جُنّدوا من رئاسة البنغال، والتي تألفت حينها من أقاليم بنغال وبهار وأتر برديش، ومقاتلين من طبقات الهندوس الرفيعة الذين جُنّدوا من سهول ولاية عودة الريفية بصورة رئيسية. شارك عددٌ كبير من تلك القوات في ثورة الهند سنة 1857 سعيًا لإعادة تنصيب الإمبراطور محمد بهادر شاه في دلهي، وهو آخر أباطرة مغول الهند، وكانت المعاملة القاسية التي تلقاها الجنود من مرؤوسيهم البريطانيين إحدى أسباب انخراطهم في الثورة.
تغيّر معنى مصطلح الجيش الهندي على مر التاريخ، فاستُخدم أولًا بطريقة غير رسمية كمصطلحٍ شاملٍ لجيوش الرئاسات الثلاث -جيوش البنغال ومدراس وبومباي- بين عامي 1858 و1894. بدأ الوجود الفعلي لجيش الهند في عام 1805، وكان اسمه حينها «جيش حكومة الهند». تألف الجيش من الوحدات البريطانية وجنود (سيبوي) المشاة، واستمرّ هذه المنظومة العسكرية حتى عام 1902.
ثم في عام 1903، أصبح اللورد كتشنر القائد الأعلى لقوات الجيش الهندي، واستمر في هذا المنصب حتى عام 1909. نفّذ كتشنر إصلاحات واسعة، أبرزها دمج جيوش الرئاسات الثلاث وتأسيس قوة عسكرية موحّدة. وضع كتشنر تشكيلات عسكرية ذات رتبٍ أعلى، فأسس 8 فرق عسكرية وكوّن وحدات هندية وبريطانية. تغيّر المصطلح المستخدم لوصف القوات العسكرية في الهند بعد إصلاحات كتشنر، فأصبح مصطلح الجيش الهندي إشارة على «القوات العسكرية المجندة محليًا، المتمركزة في الهند على الدوام، بالإضافة إلى الضباط البريطانيين المسؤولين عنها». في المقابل، دلّ مصطلح الجيش البريطاني في الهند على وحدات الجيش البريطاني المرابطة في الهند خلال أداء جولة مهامها، وهي الوحدات التي ستُنشر في أماكن أخرى من أجزاء الإمبراطورية أو ترجع إلى المملكة المتحدة. وهكذا، أشار مصطلح جيش الهند إلى المزيج المؤلف من قوات الجيش الهندي وقوات الجيش البريطاني في الهند.

### القيادة
كان القائد الأعلى للقوات المسلحة في الهند الضابطَ المسؤول عن قيادة جيش الهند، وكان مسؤولًا عن نقل التقارير إلى الحاكم العام المدني للهند. وُجد المنصب قبل تأسيس الجيش الهندي البريطاني الموحد، وكان اللواء سترينغر لورينس أول مَن تبوأ هذا المنصب في عام 1748. بحلول العقد الأول من القرن العشرين، اتخذ القائد الأعلى للقوات العسكرية وطاقمه من الهند مقرًا للقيادة العامة. كانت المناصب العسكرية في الجيش البريطاني أرفع مستوى من نظيرتها في الجيش الهندي، لكن أجور الضباط الهنود كانت أعلى إلى حد كبير، فاستطاع الضباط العيش بأجورهم بدلًا من امتلاك مصدر دخل خاص. بناءً على ذلك، سعى الكثيرون إلى ملء شواغر الجيش الهندي، بينما احتُفظ بتلك المناصب للطلاب العسكريين خريجي كلية ساندهيرست العسكرية الملكية. طُلب من الضباط البريطانيين في الجيش الهندي تعلّم اللغات الهندية التي يتحدث بها جنودهم، فكان أغلب الجنود من مناطق تتحدث اللغة الهندية. كان اللورد روبرتس والسير وليم بيردوود والسير كلود أوكلنك والسير وليم سليم من أبرز ضباط الجيش الهندي البريطاني.

### الموظفون
حمل الضباط البريطانيون والهنود المكلّفون رتبًا عسكرية مماثلة للضباط المكلفين في الجيش البريطاني. امتلك الضباط الهنود المكلفون من الملك، وهو منصب أُنشئ في عشرينيات القرن الماضي، سلطة مماثلة لسلطة الضباط البريطانيين. كان الضباط المكلفون من نائب الملك عسكريين هنديين حملوا رتب ضباط، ولاقوا معاملة شديدة الاحترام باعتبارهم ضباطًا مكلّفين، لكن سلطتهم شملت الجنود الهنديين فقط، فخضعوا لكافة الضباط البريطانيين والهنود المكلفين من الملوك (أو الملكات) البريطانيين. كانت رتبة سوبيدار رائد وريسالدار رائد (خيالة) مكافئة لرتبة الرائد البريطاني، في حين كانت رتبة سوبيدار أو ريسالدار (خيالة) مكافئة لرتبة نقيب، والجمعدار مكافئة لرتبة ملازم.
كان التجنيد طوعيًا بالكامل، وخدم نحو 1.75 مليون هندي في الحرب العالمية الأولى، أغلبهم على الجبهة الغربية، في حين خدم 2.5 مليون عسكري في الحرب العالمية الثانية. شملت مناصب الضباط غير المكلّفين رتبًا من ضمنها حَوَلْدار أول سرية المكافئة لرقيب أول سرية، وحولدار إمدادات السرية المكافئة لرقيب الإمدادات، بالإضافة إلى الحولدار أو الدفعدار (خيالة) المكافئة لرتبة رقيب، وناياك أو دفعدار أول (خيالة) المكافئة لرتبة عريف البريطانية، وناياك أول أو دفعدار أول بالنيابة (خيالة) المكافئة لرتبة جندي أول.
أما رتب الجنود، فشملت السيبوي أو السوار المكافئة لرتبة الجندي البريطاني. استخدمت فيالق أخرى رتبًا عسكرية من الجيش البريطاني، كالجندي المدفعي والمهندس العسكري (طبردار).
خضعت جيوش الرئاسات السابقة، والتابعة لشركة الهند الشرقية، إلى التاج البريطاني في أعقاب ثورة الهند عام 1857، والتي أُطلق عليها أيضًا مصطلح عصيان السيبوي العسكري. سعى البريطانيون، عقب العصيان، إلى تجنيد ما اصُطلحت تسميته بـ«الأعراق المحاربة»، وهي أعراق أو مجتمعات وطوائف تشمل السيخ وقبائل الأعوان والغخار ومسلمي البنجاب والبلوش والبشتون والمراثيون والبُنت والناير والراجبوت واليداف والكومائونيين والجوركا والغارهوال والجنجوعة ومروار وكالار وفيلار ودوغرا والزط والغورجار والمهار والسيني. انخرط الجوركا في الجيش البريطاني، وانسجموا جيدًا مع النظام العسكري، فنادرًا ما تمردوا على القيادة. في المقابل، عامل السيخ الجيش البريطاني باعتباره بديلًا عن جيش خالصة السيخي عقب انتهاء حربي السيخ الأولى والثانية ضد البريطانيين.

## تاريخ
تعود جذور الجيش الهندي إلى السنوات التي تلت ثورة الهند عام 1857، والتي غالبًا ما يطلق عليها المؤرخون البريطانيون اسم العصيان العسكري الهندي. في عام 1858، استلم التاج البريطاني السيطرة المباشرة على حكم الهند البريطانية، منتزعًا إياها من شركة الهند الشرقية. كانت الوحدات العسكرية المبكرة من الجيش الهندي خاضعةً لإشراف وسلطة شركة الهند الشرقية قبل عام 1858، ودُفعت أجور العسكريين من الأرباح التي تحققها. عملت الوحدات الهندية إلى جانب وحدات الجيش البريطاني، وكانت الحكومة البريطانية في لندن مسؤولة عن تمويلها.
بقيت جيوش الرئاسات الثلاث قوات منفصلة، يتزعم كل واحدة منها قائدٌ أعلى للقوات العسكرية. مارس القائد الأعلى لجيش البنغال سلطة الإشراف على العمليات العسكرية للجيوش الثلاث، وهو الذي شغل منصب القائد الأعلى لقوات الهند الشرقية رسميًا. جُمع معظم القوّة البشرية في فيالق الهيئات الرئاسية الثلاث منذ عام 1861. عقب الحرب الإنجليزية الأفغانية الثانية، نصحت لجنة التحقيق الملكية بإلغاء جيوش الرئاسات، فجرى توحيد أفرع العمليات اللوجستية والإمدادات والأجور منذ ذلك الحين.